# Biocentrisme (hypothese)
Het biocentrisme is een hypothese van de Amerikaanse wetenschapper Robert Lanza die suggereert dat het leven geen toevallig bijproduct van de natuur is, maar juist de drijvende kracht achter het bestaan van het universum.
Het bewustzijn zou ons het gevoel geven dat er iets buiten het bewustzijn is, terwijl de wereld die we om ons heen ervaren eigenlijk door ons bewustzijn wordt gecreëerd. De fysieke wereld die we waarnemen zou niet iets zijn dat losstaat van ons, maar eerder door onze geest gecreëerd worden terwijl we het waarnemen. Buiten het biologische zou er geen onafhankelijke, externe werkelijkheid bestaan. Kleur, geluid, temperatuur en dergelijke zouden alleen bestaan als percepties in ons hoofd, niet als absolute essenties. In de breedste zin zouden we daarom niet zeker kunnen zijn van het bestaan van een universum buiten onze belevingswereld. Het leven zou het universum creëren, in plaats van andersom.
Volgens Lanza creëren we, als waarnemers, een gezamenlijk cognitief model van de werkelijkheid door informatie uit te wisselen over de eigenschappen van ruimtetijd. Het proces van meten zorgt ervoor dat de waarschijnlijkheid van een bepaalde waarde in elkaar zakt en de werkelijkheid consistent wordt. Daarnaast zouden de metingen van verschillende waarnemers elkaar beïnvloeden, wat leidt tot een gezamenlijke consensus over de werkelijkheid.

## Geschiedenis
Lanza publiceerde zijn ideeën oorspronkelijk in een artikel in The American Scholar in 2007. In dit artikel suggereerde Lanza dat de natuurkunde, die zich voornamelijk richt op de mechanica van het universum, niet genoeg is om de complexiteit van leven en bewustzijn te verklaren. Hij stelde voor dat biologie de fundamentele wetenschap moet zijn voor een bredere theorie van het universum, omdat deze de waarneming van de werkelijkheid bepaalt. Deze verschuiving zou ons helpen de verbinding tussen de levende wereld en het universum beter te begrijpen.
In 2010 publiceerde Lanza samen met astronoom Bob Berman het boek Biocentrism: How Life and Consciousness are the Keys to Understanding the True Nature of the Universe, waarin ze de hypothese volledig uitwerkten.

## De zeven principes
In het boek Biocentrism: How Life and Consciousness are the Keys to Understanding the True Nature of the Universe worden zeven principes geformuleerd waar het biocentrisme op gebaseerd is, te weten:
1. Wat wij ervaren als werkelijkheid is een proces van ons bewustzijn.
2. Onze externe en interne waarnemingen zijn onlosmakelijk met elkaar verbonden. Ze zijn twee kanten van dezelfde munt en kunnen niet van elkaar gescheiden worden.
3. Het gedrag van deeltjes is onlosmakelijk verbonden met de aanwezigheid van een waarnemer. Zonder de aanwezigheid van een bewust waarnemer bestaan ze op zijn best in een onbepaalde toestand van waarschijnlijkheidsgolven.
4. Zonder bewustzijn bevindt materie zich in een onbepaalde toestand van waarschijnlijkheid. Elk universum dat voorafging aan het bewustzijn bestond alleen in een waarschijnlijkheidsstaat.
5. De structuur van het universum is alleen te verklaren door biocentrisme. Het universum is precies afgestemd op leven. Leven creëert het universum, niet andersom. Het universum is simpelweg de complete ruimtetijdlogica van het zelf.
6. Tijd bestaat niet echt buiten de waarneming van dierlijke zintuigen. Het is het proces waardoor wij veranderingen in het universum waarnemen.
7. Net als tijd is ruimte geen object. Het is een manier waarop wij dingen begrijpen en bestaat niet op zichzelf. We dragen ruimte en tijd met ons mee, zoals een schildpad zijn schild. Er is dus geen aparte werkelijkheid waarin dingen gebeuren zonder leven.

## Kritiek
Over de visie van Robert Lanza op het universum heerst ook kritiek. Zo zou er onder andere geen overtuigend wetenschappelijk bewijs gegeven worden op het idee dat bewustzijn de basis vormt van de werkelijkheid. Ook wordt  Lanza's interpretatie van de kwantummechanica bekritiseerd omdat het de objectieve werking van de natuur ondermijnt en het de realiteit op een antropocentrische manier beschrijft. Bovendien zou de theorie te speculatief zijn en zou het meer op een filosofisch gedachte-experiment lijken dan een model dat empirisch onderbouwd is.